# Mörmter
Mörmter ist ein Ortsteil der Stadt Xanten am Niederrhein. Die zum Stadtbezirk Wardt gehörende Bauerschaft umfasste 2004 rund 30 Bauernhöfe und das Kloster Mörmter.

## Geschichte
1655 wurde in Mörmter eine reformierte Kirche errichtet, nachdem 1546 die Bauernschaft entstanden und die reformierte Eigenkirche der Familie Quadt-Wickrath gegründet worden war. 1547 entstand die evangelische Gemeinde Mörmter. Ab 1572 kann auch für das nahe Xanten eine evangelische Gemeinde und ab 1647 ein eigenes Kirchengebäude bezeugt werden. Dies führte dazu, dass bis 1811 auf dem Gebiet der Stadt Xanten zwei getrennte reformierte Gemeinden existierten. Von 1811 bis 1993 wurden beide Gemeinden vereinigt, behielten jedoch getrennte Presbyterien. 1993 wurde aus der Mörmterer Gemeinde schließlich ein eigenständiger Pfarrbezirk innerhalb der „Kirchengemeinde Xanten-Mörmter“.
1921 vergaben die Bauern Beckmann, Seegers und Siebers 19 Morgen Land an den Franziskanerorden, der dort bis 1921 das „Kloster Mörmter“ errichtete, welches im Zweiten Weltkrieg auch als Lazarett diente. Circa 300 m in westlicher Richtung vom Kloster entfernt liegen ein Graben und ein Rundturm als Überreste einer Burganlage. Der Legende nach ist diese Burg mit der evangelischen Kirche über einen Tunnel verbunden. Am 1. Juli 1969 wurde die Gemeinde Wardt, zu der Mörmter gehörte, in die Stadt Xanten eingegliedert. Dort wurde Mörmter dem Stadtbezirk Wardt zugeordnet. Die Einwohner der Bauerschaft, die in der Stadtentwicklung Xantens nur eine untergeordnete Rolle spielt, schlossen sich daraufhin mit den Bauerschaften Ursel und Willich zur „Freien Republik Mörmter – Ursel – Willich“ (MUW) zusammen.

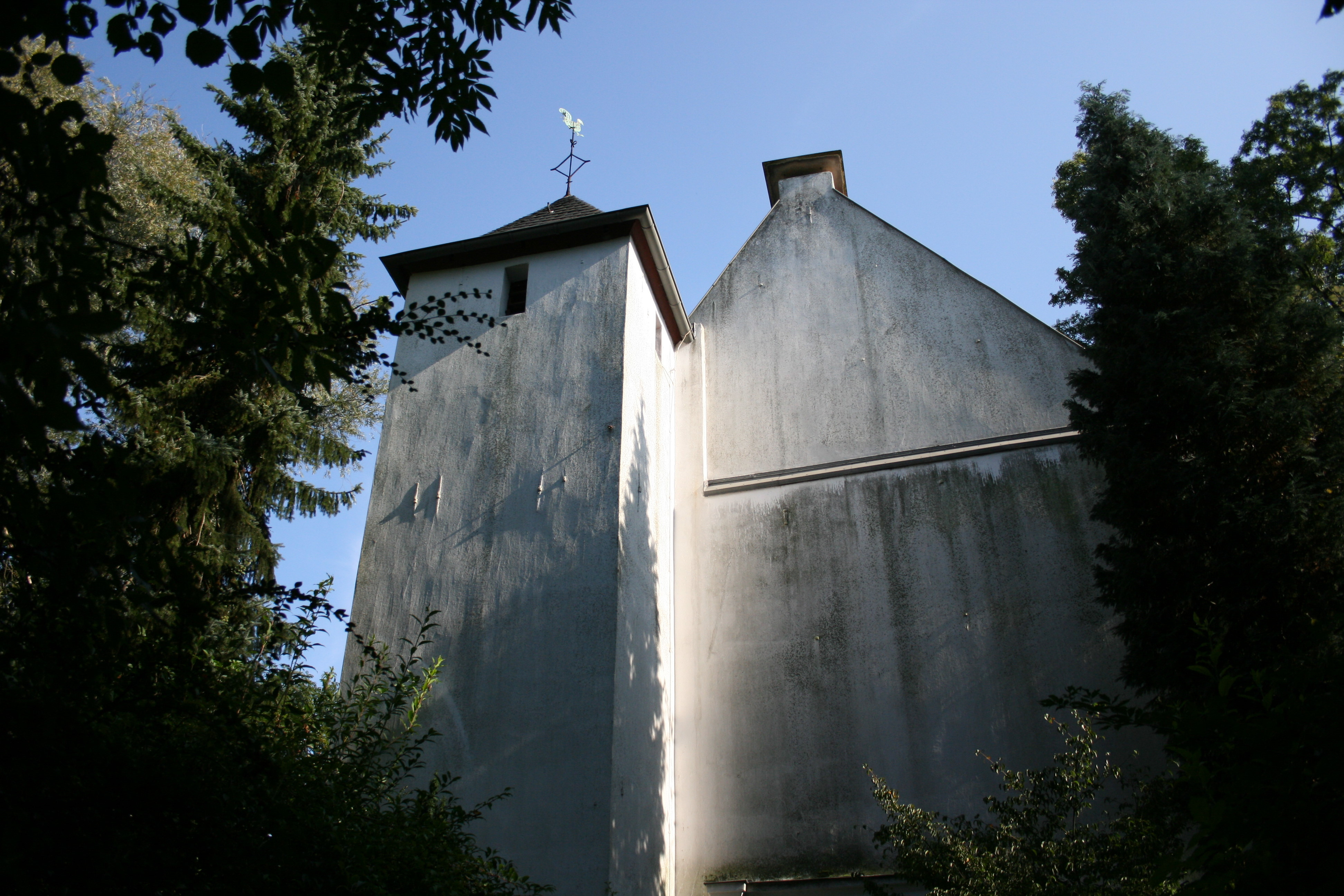
Die evangelische Kirche in Mörmter
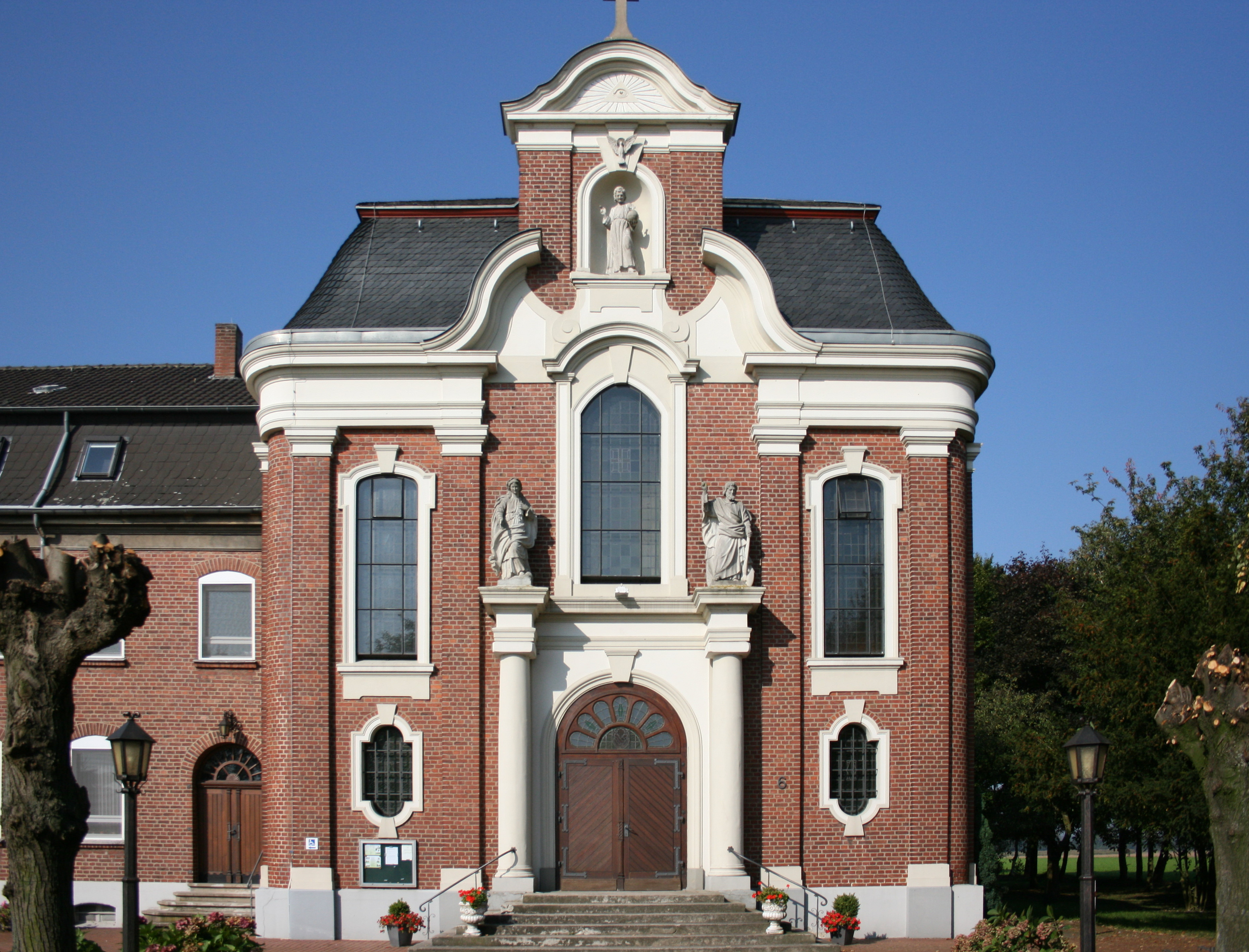
Das Kloster Mörmter
Logo der „Freien Republik Mörmter - Ursel - Willich“